# Ломбес
Ломбе́с (фр. Lombez) — коммуна во Франции, находится в регионе Юг — Пиренеи. Департамент — Жер. Административный центр кантона Ломбес. Округ коммуны — Ош.
Код INSEE коммуны — 32213.

## География
Коммуна расположена приблизительно в 610 км к югу от Парижа, в 50 км западнее Тулузы, в 33 км к юго-восточнее от Оша.
По территории коммуны протекает река Сав.

## Климат
Климат умеренно-океанический. Лето жаркое и немного дождливое, температура часто превышает 35 °С. Зимой часто бывает отрицательная температура и ночные заморозки. Годовое количество осадков — 700—900 мм.

## Население
Население коммуны на 2010 год составляло 1911 человек.
| 1962 | 1968 | 1975 | 1982 | 1990 | 1999 | 2010 |
| ---- | ---- | ---- | ---- | ---- | ---- | ---- |
| 1164 | 1331 | 1301 | 1239 | 1325 | 1403 | 1911 |

## Администрация
| Период | Период | Фамилия        | Партия                   | Примечания |
| ------ | ------ | -------------- | ------------------------ | ---------- |
| 2001   | 2008   | Жан-Жак Лассав | Социалистическая партия  |            |
| 2008   | 2014   | Жан Лубон      | Радикальная левая партия |            |
| 2014   | 2020   | Жан-Пьер Со    | Радикальная левая партия |            |

## Экономика
В 2010 году среди 1074 человек трудоспособного возраста (15-64 лет) 783 были экономически активными, 291 — неактивными (показатель активности — 72,9 %, в 1999 году было 75,6 %). Из 783 активных жителей работали 707 человек (361 мужчина и 346 женщин), безработных было 76 (34 мужчины и 42 женщины). Среди 291 неактивной 87 человек были учениками или студентами, 113 — пенсионерами, 91 были неактивными по другим причинам.

## Достопримечательности
- Церковь Нотр-Дам (XIV век). Исторический памятник с 1846 года[4]
- Бывший монастырь капуцинов (1663 год). Исторический памятник с 1977 года[5]

## Фотогалерея
- Ломбес
- Ломбес
- Церковь Нотр-Дам
- Интерьер церкви Нотр-Дам
- Интерьер церкви Нотр-Дам
- Часовня Сен-Мажан